# Atrichopogon borkenti
Atrichopogon borkenti är en tvåvingeart som beskrevs av Wirth 1994. Atrichopogon borkenti ingår i släktet Atrichopogon och familjen svidknott. Inga underarter finns listade i Catalogue of Life.